# Гамза Абді Барре
Гамза Абді Барре (1972 або 1973 , Кісмайо ) — державний і політичний діяч Сомалі. 
Прем'єр-міністр Сомалі з 15 червня 2022 року.

## Біографія
Гамза Абді Барре народився в 1972 або в 1973 

в Кісмайо, провінція Нижня Джуба. 
Здобув початкову освіту в Сомалі та ступінь бакалавра в 2001 році в Університеті науки та техніки, Сана, Ємен
, 
ступінь магістра в 2009 році у Міжнародному ісламському університеті Малайзії
. 
Потім Барре багато років викладав в Кісмайо і Могадішо
, 
став співзасновником Університету Кісмайо
 що був відкритий у серпні 2005
Барре довгий час був прихильником партії «Союз за мир та розвиток», обіймаючи різні посади в установах федерального уряду. 
В 2014 — 2015 рр Барре був адміністративним радником губернатора регіону Бенадір, а потім мера Могадішо Гасана Мохамеда Хусейна.
Барре також працював старшим радником у Міністерстві конституційних справ та федералізму 
. 
В 2011-2017 рр обіймав посаду генерального секретаря Партії миру та розвитку, а з 2019 по 2020 Баррі був головою виборчої комісії Джубаленда
.
28 грудня 2021 Гамза Абді Барре був обраний депутатом нижньої палати федерального парламенту Сомалі, представляючи виборчий округ Афмадоу Середньої Джубби
.
15 червня 2022 Гамза Абді Барре був призначений президентом Хасаном Шейхом Махмудом на посаду прем'єр-міністра Сомалі, змінивши Мохамеда Хусейна Робле. 
.